# Старатељски савет Уједињених нација
Старатељски савет Уједињених нација (енгл. United Nations Trusteeship Council, фр. Le Conseil de tutelle des Nations unies), један од примарних органа Уједињених нација, основан је како би се осигурало да се несамоуправним територијама управља у најбољем интересу његових становника као и да би се одржао међународни мир и безбедност. Територије под старатељством - већина некада под мандатом Лиге народа или територије одузете од поражених нација пред крај Другог светско рата - сада су стекле самоуправу или независност, или као независне нације или припајањем са суседним независним државама. Последњи је био Палау, који је постао члан Уједињених нација децембра 1994.
Пошто је испунио своју мисију, Савет старатељства је суспендовао све своје операције 1. новембра 1994, иако према повељи Уједињених нација и даље постоји на папиру, његова будућа улога и питање опстанка остају несигурни. Саветом старатељства тренутно управља Мишел Дуклос, са Адам Томсоном као вицепредседником, иако је једина тренутна дужност ових званичника да се састану једном годишње са шефовима осталих агенција. Формално укидање Савета старатељства ће захтевати измену повеље УН.
Извештај Комисије за глобалну управу из 1996. Наше глобално суседство препоручује исправљање чланова 12 и 13 Повеље Уједињених нација како би се Савету старатељства дало овлашћење над управом општим добрима, која се састоје од океана, атмосфере, спољњег свемира, и Антарктика. Светска федерална асоцијација је покренула програм у коме позива чланице да лобирају на своје владе како би подржале ове реформе. Њихова теорија је да је међународно регулаторно тело потребно како би се заштитила целокупност животне средине две трећине земљине површине која се налазе ван надлежности држава.
Марта 2005, међутим, Генерални секретар УН-а Кофи Анан је предложио реорганизацију, укључујући и проширење Савета безбедности. Пошто би ово реструктурирање укључивало значајне измене повеље УН, Анан је предложио комплетно укидање Савета старатељства као део ових реформи ( https://archive.today/20120908104348/http://www.reuters.com/financeNewsArticle.jhtml?type=bondsNews&storyID=7953954. Архивирано из оригинала 08. 09. 2012. г. Приступљено 02. 06. 2006. Недостаје или је празан параметар |title= (помоћ)).